# 메디TV 주치의
메디TV 주치의는 메디TV에서 2009년 7월부터 2010년 10월까지 방송했던 건강 쇼 프로그램이다.

## MC
- 박시준